# Martin Riz
Martin Riz (* 16. September 1980) ist ein italienischer Skibergsteiger.
Bei der Weltmeisterschaft im Skibergsteigen 2004 wurde er beim Wettbewerb in der Staffeldisziplin zusammen mit Carlo Battel, Graziano Boscacci und Guido Giacomelli Zweiter und erreichte im Vertical Race den achten Platz. Bei der Pierra Menta erreichte er mit Jean Pellissier im Jahr 2007 den Jean Pellissier den siebten Platz und bei der Trofeo Mezzalama mit Tony Sbalbi und Alain Seletto
den vierten Platz. Bei der Weltmeisterschaft im Skibergsteigen 2008 gewann er mit Dennis Brunod, Manfred Reichegger und Denis Trento den Staffelwettbewerb.